# Щетинкино (Красноярский край)
Щети́нкино — село в Курагинском районе Красноярского края. Является центром Щетинкинского сельского поселения.

## Название

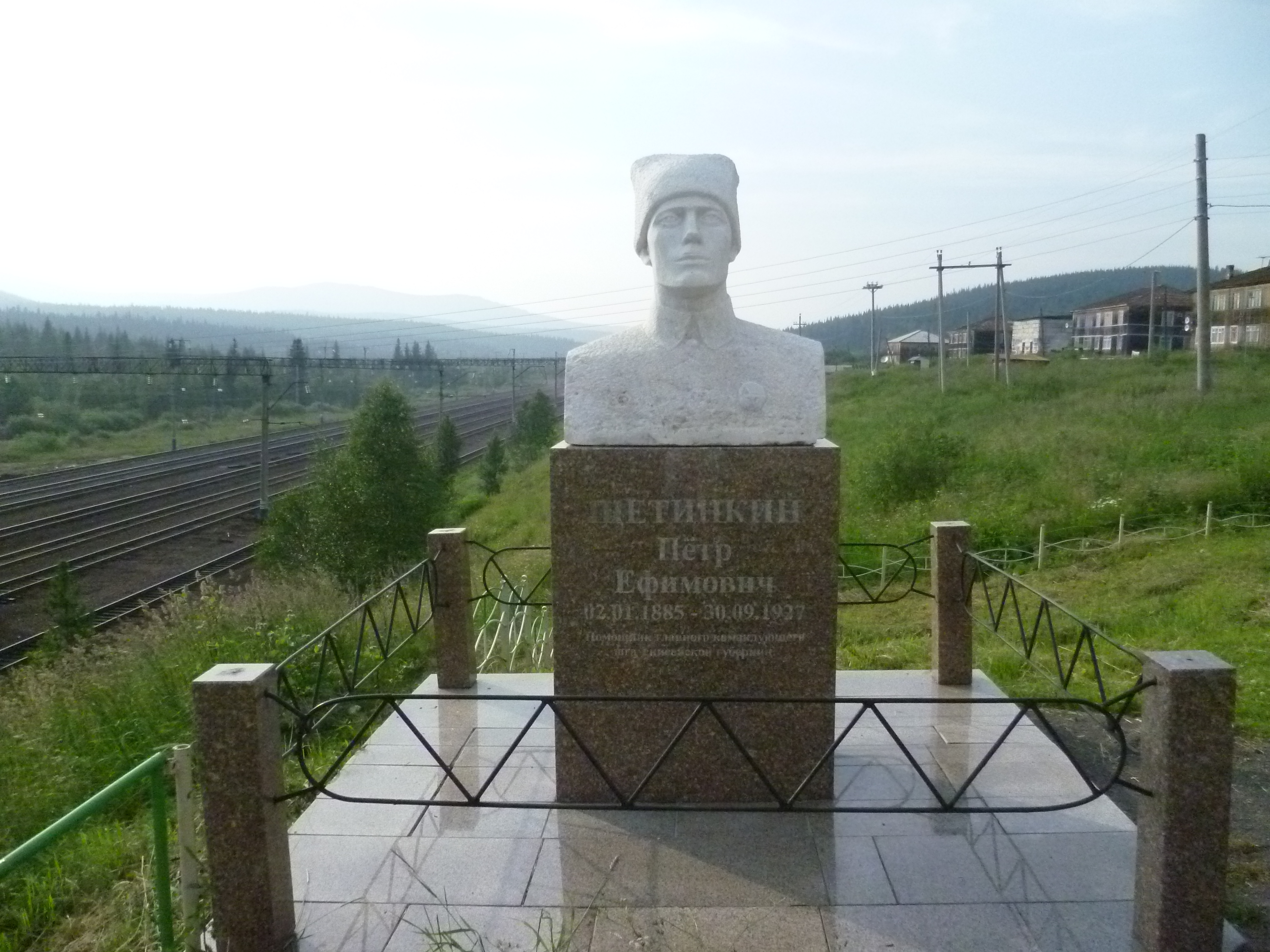
Памятник П. Е. Щетинкину на железнодорожной станции Щетинкино

Название получило в честь П. Е. Щетинкина.

## География
Село находится в горной местности Восточных Саян на высоте 807 метров НУМ. Расположено на возвышении над железнодорожной станцией.
В северной части села протекает река Сисим.

## История
Основано в начале 1960-х годов при строительстве «Трассы Мужества» Абакан — Тайшет как пристанционный посёлок.

## Население
| 2010 |
| ---- |
| 223  |

## Транспорт
Через посёлок проложен участок Южно-Сибирской магистрали — "Трасса мужества" Абакан — Тайшет. На ней находится одноимённая станция Щетинкино, где останавливается скорый поезд № 123/124 Красноярск — Абакан.
Помимо железной дороги, через село проходит автомобильная дорога К-18 Минусинск — Кускун (выезд на федеральную трассу Р-255 "Сибирь"). Имеются междугородние автобусные рейсы на Красноярск и Курагино.

## Инфраструктура
Имеется Щетинкинская основная общеобразовательная школа № 27, магазин, метеостанция.

## Памятники
На железнодорожной станции установлен памятник П. Е. Щетинкину.

## Фотогалерея
| - Въезд в Щетинкино с севера - Вокзал железнодорожной станции - Посадочная платформа железнодорожной станции, вид в сторону Кошурниково - Выезд из Щетинкино в сторону Кошурниково |